# K-клетка
K-кле́тки — эндокринные клетки слизистой оболочки тонкой кишки, секретирующие глюкозозависимый инсулинотропный полипептид.
K-клетки относятся к апудоцитам и входят в состав гастроэнтеропанкреатической эндокринной системы, которая является частью диффузной эндокринной системы (синоним АПУД-система).

## Локализация
K-клетки рассеяны по двенадцатиперстной кишке и по проксимальной части тощей кишки.

## Функции
Основная функция K-клеток — секреция пропротеина («про-ГИПа»), состоящего из 153 аминокислотных остатков, из которого впоследствии получается пептидный гормон глюкозозависимый инсулинотропный полипептид (ГИП; старое название гастроингибиторный пептид), содержащий 42 аминокислотных остатка. Стимуляторами секреции ГИПа являются жиры и углеводы поступающего из желудка в тонкую кишку химуса (переваренной в желудке пищи).